# Villino Vitale
Il Villino Vitale si trova in via Alessandro Farnese 4, angolo via dei Gracchi nel rione Prati a Roma.

## Storia
Fu edificato da Arturo Pazzi nel 1900 per Felice Giacomo Vitale.
Inizialmente il palazzo constava solamente di due piani e di una torre. La facciata principale è rivolta verso un giardino. Questa facciata consta di loggiato e di balcone al primo piano.
Nel 1909 il palazzo fu sopraelevato di due piani demolendo la torre su progetto di Emilio Albertini.
Tra il 1910 ed il 1912 Duilio Cambellotti realizzò la decorazione del fregio in cima all'edificio. Tale decorazione è in stile liberty e rappresenta delle colombe in atto di volare ed appollaiate. Le decorazioni sulla torretta, sempre del Cambellotti, rappresentano delle rondini in volo su sfondo di celeste chiaro.

## Descrizione
Le facciate sono in mattoni scuri, mentre su ogni piano vi sono delle monofore sormontate da una cornice circolare in travertino con dentelli.
Agli lati delle facciate vi sono delle bugne in travertino.
Tra il pianoterra ed il primo piano vi è una marcata cornice marcapiano.